# Paul-Alphonse Farinet
Paul-Alphonse Farinet (dont le prénom a souvent été italianisé en Paolo Alfonso) (Aoste, 22 juillet 1893 – Aoste, 6 juillet 1974) est un homme politique italien. Il fut l'unique député de la Vallée d'Aoste pour la Démocratie chrétienne durant la première et la seconde législature.

## Biographie
Fils cadet de Jean de feu Paul-Antoine et Jeanne Saint-Bonnet, et de Léonie Lallier, il est le dernier représentant d'une dynastie valdôtaine d'hommes politiques originaires de la vallée du Grand-Saint-Bernard, en particulier de Saint-Rhémy-en-Bosses, avec ses trois frères, dont les plus connus sont François (1854-1913) et Jean-Antoine (1843-1923). Son père Jean Farinet a été syndic d'Aoste de 1919 à 1923.
Il fait des études de droit et adhère à la Ligue valdôtaine d'Anselme Réan et au Parti populaire italien. Disciple de Jean-Joconde Stévenin, il joue un rôle actif dans la Résistance et aide Luigi Einaudi à s'enfuir en Suisse. Il est accueilli à de nombreuses reprises à la localité de By à Ollomont par des amis. En novembre 1944, il prend lui aussi la voie de l'exil, et à son retour après la Libération, il est élu député de la Vallée d'Aoste pour la Démocratie chrétienne entre 1948 et 1958.
Grand défenseur de la réalisation du tunnel du Mont-Blanc, Il occupe en outre pendant douze ans, de 1960 à 1972, la charge de Président de la Société italienne pour le Tunnel du Mont-Blanc.

## Ouvrages
- (it) La miniera di Cogne : i precursori, Aoste, Typographie Édouard Duc, 1922, 16 p., 32 cm
- Pour notre langue et pour nos morts, Aoste, Imprimerie catholique, 1924, 64 p., 60 cm
- 4 lettres de Paul Farinet à Henry Bordeaux, 1927-Ca 1936-1937[3]
- (it) Le milizie valdostane del XVI. secolo e le lotte sulla displuviale Svizzera (con una nota sulla cappella di By)  (préf. Henry Bordeaux), Aoste, Imprimerie catholique, 1937, 49 p., 22 cm
- Manœuvres antiautonomistes, Aoste, Imprimerie valdôtaine, 194-?, 50 p., 22 cm
- (it) La questione delle acque in Val d'Aosta, Ivrée, Tipografia Bolognino, 1948, 20 p., 21 cm
- (it) Il traforo camionabile delle Alpi, Aoste, Typographie valdôtaine, 1949, 60 p., 25 cm
- (it) Per l'integrità del Cervino : discorso pronunciato alla Camera dei deputati nella seduta del 4 dicembre 1951, Rome, Tipografia della Camera dei deputati, 1951, 8 p., 22 cm
- (it) Per il traforo del Monte Bianco : discorso pronunciato alla Camera dei deputati nella seduta del 12 ottobre 1951, Rome, Tipografia della Camera dei deputati, 1951, 5 p., 23 cm
- (it) Allarme per la fontina, Aoste, Typographie valdôtaine, 1952, 22 cm
- (it) In difesa della denominazione "Fontina" : esposto alla Commissione di agricoltura della Camera dei deputati nella seduta del 5 marzo 1952, Aoste, Typographie valdôtaine, 1952, 23 p., 30 cm
- Discours de M. Paul Farinet, député du Val d'Aoste, à la cérémonie de la réinstallation sur leur socle, des statues des frères De Maistre à Chambéry (le 14 septembre 1952), 1953, 4 p., 25 cm
- Notice historique sur le droit dans le pays d'Aoste et particulièrement sur le Coutumier valdôtain [« Notizia storica del diritto nella terra di Aosta con particolare riguardo al Coutumier valdotain »]  (trad. de l'italien) (thèse), Aoste, Imprimeur valdôtain, coll. « Miscellanea di storia italiana, vol. III / série IV », 1956 (1re éd. 1930), 331 p., in 8° (OCLC 493898141, présentation en ligne)
- (it) Sul bilancio dell'agricoltura : discorso pronunciato alla Camera dei deputati nella seduta del 27 giugno 1956, Tipografia della Camera dei deputati, 1956, 14 p., 22 cm
- (it) In memoria dell'abate Giuseppe Henry (1870-1947), Ivrée, Tipografia Bolognino, 1956, 6 p.
- « Discours de réception d'Edmond Giscard d'Estaing », Société académique, religieuse et scientifique du Duché d'Aoste, no 39,‎ 1962, p. 19-29
- (it) Lettera aperta dell'on. Paolo Farinet al rev. don Christille, direttore del Corriere della Valle : Ai democristiani di valle di Aosta, 1967, 15 p., 22 cm (OCLC 878171614, présentation en ligne)